# Crátera de Hirschfeld
La Crátera Hirschfeld es un antigua crátera griega realizada durante el período geométrico, alrededor del 750-735 a. C. Actualmente se exhibe en el Museo Arqueológico Nacional de Atenas (NAMA 990).
La crátera de gran tamaño (1,23 metros de altura), pertenece a la tradición de los grandes vasijas llamados «vasos Dípilon», y, al igual que otros vasos de este tipo, servía como señal funeraria. Su decoración pictórica es obra del llamado Pintor de Hirschfeld. Tanto él como el vaso deben su nombre al arqueólogo Gustav Hirschfeld, que fue el primero en estudiarlo. Fue encontrada en Atenas, en las excavaciones realizadas en los alrededores de la puerta de Dípilon en 1870.

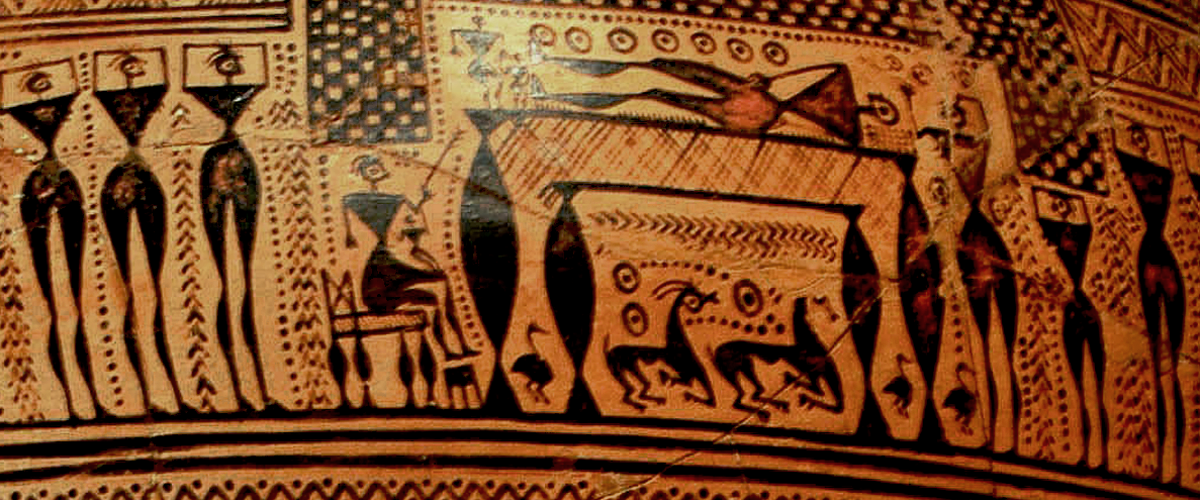
Prótesis (ceremonia funeraria). Detalle de la crátera. Metropolitan Museum of Art.

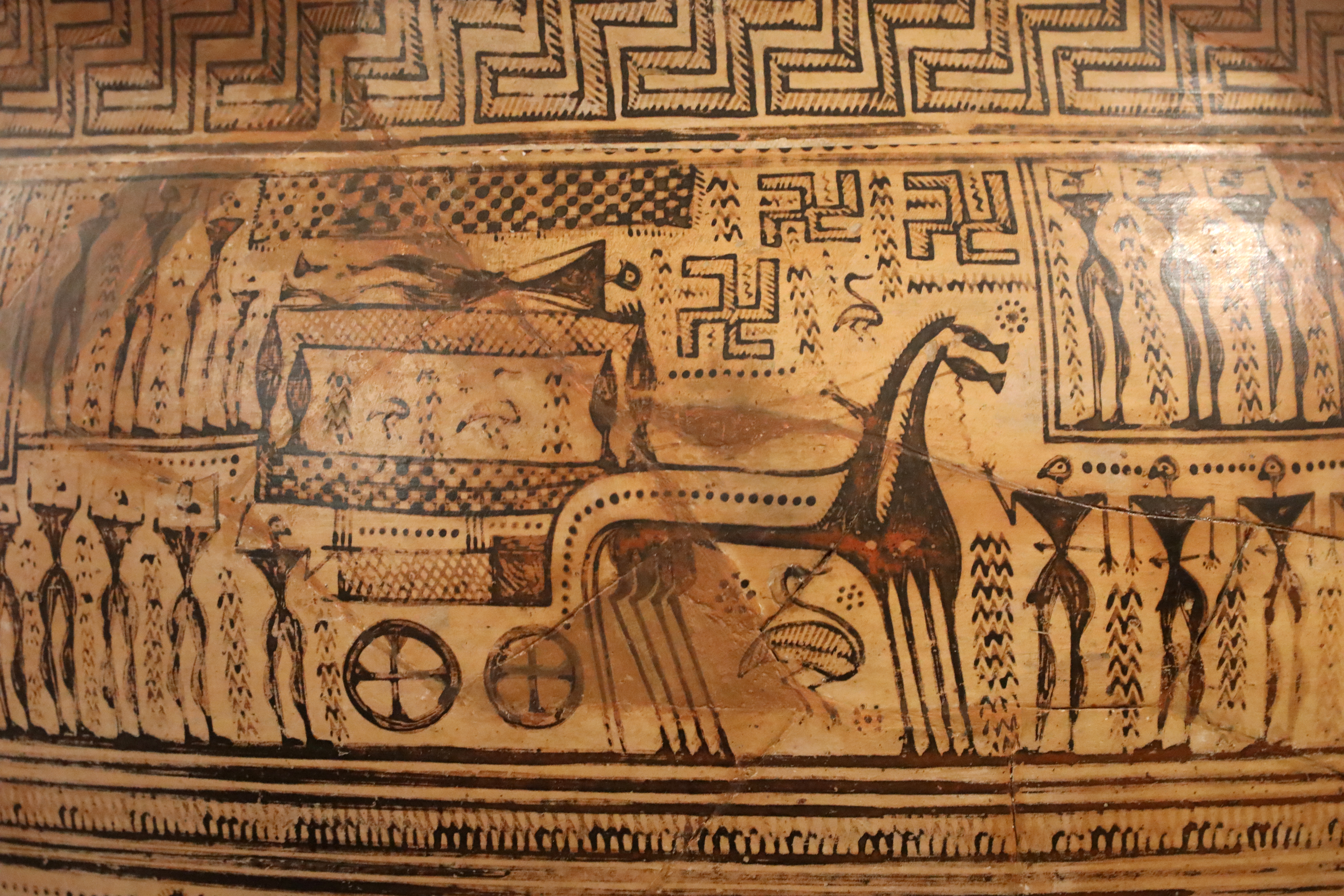
Carro fúnebre tirado por dos caballos. National Archaeological Museum of Athens.

La decoración de la crátera rodea el vaso con bandas de imágenes típicas de la cerámica geométrica, con siluetas de personas y animales pintadas.
  La ilustración representa un tema funerario (prothesis) .
  La figura del homenaje yace en un carro tirado por dos caballos. 